# Vahan
Vahan (armeniska: Վահան) är en ort i Armenien. Från 1925 hette orten Rubenakert efter den armeniske revolutionären Ruben Petrosi Dasjtojan (1879–1937), från Stalins död 1953 och till Sovjetunionens kollaps 1991 Ordzjonikidze efter Grigorij Ordzjonikidze. Den ligger i provinsen Gegharkunik, i den centrala delen av landet, 90 kilometer nordost om huvudstaden Jerevan. Vahan ligger 1 925 meter över havet och antalet invånare är 1 153.
Terrängen runt Vahan är huvudsakligen kuperad, men åt sydost är den bergig. Runt Vahan är det ganska tätbefolkat, med 70 invånare per kvadratkilometer.. Närmaste större samhälle är Tjambarak, 4,3 kilometer nordväst om Vahan.
Trakten runt Vahan består till största delen av jordbruksmark.